# Сарсенбаев, Абу
Абу Сарсенбаев (15 октября 1905 года в селе Морское (Ботакан), Денгизский (Курмангазинский район), Гурьевская (Атырауская) область — 25 ноября 1995 года, Алма-Ата) — казахский советский поэт, писатель. Народный писатель Казахстана (1996). Ветеран Великой Отечественной войны. Кавалер Ордена «Парасат» (Казахстан).

## Биография

Атырау. Река Урал (Яик) впадает здесь в Каспийское море

Родился 15 октября 1905 года, в селе Морское Денгизского района Гурьевской области (ныне село Боткан Курмангазинского района Атырауской области Казахстана). Происходит из рода шеркеш племени байулы. 
С детства очень любил море и позже, став писателем, часто писал о нём.
Член ВКП (б) с 1928 года. В 1929 году окончил советско-партийную школу в Астрахани .
В 1931—1934 годы учился в Комвузе в Алма-Ате.
В 1934—1936 годы работал редактором газеты «Темир жолши».
В 1936—1942 годы работал директором Казахского государственного объединённого издательства.

Набережная реки Урал (Яик) в Атырау

Участник Великой Отечественной войны . В 1942—1947 годы служил в Советской Армии.
В 1947—1953 годы работал директором Казахского государственного учебно-педагогического издательства.
В 1953—1958 годы был Советником в Союзе писателей Казахстана (1953-1958).

## Творчество
Литературным творчеством  Абу Сарсенбаев занимался с середины 1930-х годов. Первые произведения были напечатаны в 1937 году.
В 1938 году вышел его сборник «Дар сердца», в 1938 году- сборник стихов «Клятва».
В стихотворении «Сердце Акмарал» поэт рассказал о непростой судьбе казахской женщины до Октябрьской революции (1940).
В стихотворениях «Сын» (1943), «Вишневое дерево» (1943) он воспел героизм и патриотизм советских людей.
В 1948 году напечатал стихотворение «Родина» , в 1949 году- «Песня о любви», свидетельствовавшие о его  поэтическом таланте. Тема патриотизма и защиты Отечества занимало в его творчестве особое место.
Книга Сарсенбаева «Отан Таны» («Утро Родины»)  воспевает  труд  героев послевоенных лет. 
Имя  Абу Сарсенбаева присвоено  улицам в Алматы и Атырау, и школе Курмангазинском районе.
В Алматы на его доме установлена мемориальная доска.

## Послевоенные произведения (выборка)

### Стихи
- В сборник стихов «Белое облако» (1947)
- «Защитники твоего счастья» (1950)
- «Офицерский дневник» (1960)
- «Монолог воина» (1972)
- В прозаической книге «По следам героев» (1974)
- «Мысли о моем сыне» (1948)
- По следам миллиарда (1957)
- «Песня о комсомоле» (1959)
- Ненаписанный эпос (1961)
- Стихи «Тридцать третья весна» (1975)

### Проза
- «Рожденные на волнах» (1953)
- Особое место занимают романы «Морские напевы» (1969)
- Собрание сочинений в пяти томах (1980-85)
- Сборник былин «Учителя и современники» (1986)
- Издана книга «Священная любовь» (1987)
- «Арбасу» (совместно с К. Жумалиевым, 1948 г.)
- Автор пьес «Морская любовь» (1975)
- Переводы стихов А. С. Пушкина, М. Ю. Лермонтова, Ш. Петефи на казахский язык.

## Награды
- Народный писатель Казахстана (1996)

- Орден Трудового Красного Знамени (3 января 1959) — за выдающиеся заслуги в развитии казахского искусства и литературы и в связи с декадой казахского искусства и литературы в гор. Москве

- Орден Октябрьской революции

- Орден Отечественной войны I степени

- Орден Дружбы Народов

- Орден Красной Звезды

- Орден «Знак Почета»

- Орден независимого Казахстана «Парасат»

- Награжден несколькими медалями СССР